# Prieelvleermuis
De prieelvleermuis (Uroderma bilobatum) behoort tot de familie van Bladneusvleermuizen van de Nieuwe Wereld (Phyllostomatidae). Er bestaan ongeveer 15 soorten bladneusvleermuizen.

## Kenmerken
Deze vleermuis heeft een grijsbruine vacht met witte strepen op kop en rug.  Het dier heeft sterke kaken en een lichtgerand neusblad. De lichaamslengte bedraagt 6 tot 6,5 cm, de staartlengte 4 tot 4,5 cm, het gewicht 13 tot 20 gram en de vleugelspanwijdte ongeveer 29 cm.

## Leefwijze
De prieelvleermuis is een van de weinige vleermuizensoorten die niet 's nachts, maar overdag actief is. Zijn voedsel bestaat uit vruchten en bladeren, waar het sap wordt uitgekauwd, waarna de pulp wordt uitgespuwd. Bananen- of palmbladeren worden vaak als rustplaats gebruikt. Deze worden bij de steel aangebeten, zodat het blad verlept, waarna dit om de vleermuis heen valt, zodat het dier beschermd is tegen ongunstige weersomstandigheden en predatoren. In zo’n ‘tent’ hangen soms tot ongeveer 50 vleermuizen bijeen.

## Verspreiding
Deze in groepsverband levende soort komt algemeen voor in het zuiden van Midden-Amerika en het noorden van Zuid-Amerika en Trinidad in tropische bossen.